# Pavel Konstantinovič Babajlov
Pavel Konstantinovič Babajlov, (rusko Бабайлов Павел Константинович) sovjetski letalski častnik, vojaški pilot, letalski as in heroj Sovjetske zveze, * 25. februar 1919, † 14. oktober 1944, Poljska.
Babajlov je v svoji vojaški službi dosegel 28 samostojnih in 4 skupne zračne zmage.

## Življenjepis
Sodeloval je v zimski vojni.
Do leta 1941 je sodeloval v Permškem aeroklubu. Takrat je vstopil v vojnoletalsko šolo, ki jo je končal leta 1942.
Med drugo svetovno vojno je bil od junija 1942 pripadnik 790. lovskega, nato pa 163. gardnega lovskega letalskega polka.
V svoji karieri je opravil 420 bojnih poletov in bil udeležen v 75 zračnih bojev.
Letel je na La-5 in La-5FN.

## Odlikovanja
- heroj Sovjetske zveze (23. februar 1945; posmrtno)
- red Lenina
- red rdeče zastave (3x)
- red Aleksandra Nevskega
- red domovinske vojne 1. stopnje